# Шоя-Кузнецово
Шоя́-Кузне́цово (рос. Шоя-Кузнецово, марій. Шоя-Кузнецово) — присілок у складі Йошкар-Олинського міського округу Марій Ел, Росія.

## Населення
Населення — 575 осіб (2010; 582 у 2002).
Національний склад (станом на 2002 рік):
- росіяни — 53 %
- марі — 43 %